# Черноисточинский завод
Черноисто́чинский железоде́лательный заво́д — один из старейших металлургических заводов Урала, основанный А. Н. Демидовым в 1726 году на реке Чёрный Исток. Эксплуатировался с 1728 до 1911 года, в 1918 году был национализирован, после чего не запускался.
Завод был построен в 22 верстах к юго-западу от Нижнетагильского завода, в 120 верстах к северу от Екатеринбурга.

## История
Завод создавался в качестве вспомогательного к Нижнетагильскому в части переработки произведённого им чугуна. Разрешение на строительство было выдано Берг-коллегией в 1726 году, в 1728 году завод был запущен в эксплуатацию. В первые годы работы завода функционировали молотовая фабрика с 4 кричными молотами, тушечная, меховая фабрики и кузница. Древесный уголь вырабатывался из лесов заводской дачи площадью в 44,9 тыс. десятин, в том числе 40,3 тыс. десятин леса.
В 1747 году на заводе работали 465 мужчин, в том числе 335 пришлыx людей. После смерти А. Н. Демидова Черноисточинский завод вместе с другими Нижнетагильскими заводами перешёл во владение Н. А. Демидову, став частью Нижнетагильского посессисионного горного округа. Во второй половине XVIII века завод значительно увеличил объёмы производства. Число кричных молотов возросло к 1800 году до 8 штук. Объёмы производства железа увеличились с 53,4 тыс. пудов в 1760 году до 103,5 тыс. пудов в 1800 году. В 1797 году в составе завода работали 3 молотовые фабрики с 14 кричными горнами, 2 колотушечных горна, 7 кричных молотов и 1 колотушечный. Численность рабочих возросла до 838 мужчин, в том числе 767 крепостных и 69 казённых. Основной продукцией завода было полосовое железо, в небольших объёмах выковывались 4-х и 8-мигранные изделия. Бо́льшая часть железа отправлялась в Петербург, откуда шла на экспорт.
В первой половине XIX века экспортные поставки прекратились, и завод перешёл на производство железа для внутреннего рынка. В 1820-х годах на заводе были смонтированы прокатные станы для различных сортаментов. Годовая производительность составляла 70—100 тыс. пудов кричного железа, но в отдельные годы существенно снижалась (в 1837 году — 54,3 тыс. пудов).
В 1840-50-х годах на заводе начался рост объёмов производства, были построены каменные корпуса фабрик. В 1850 году рядом с Черноисточинским были построены вспомогательный передельный Авроринский, в 1858 году — Антоновский завод. В дальнейшем все три завода функционировали в виде единого прокатного комплекса Нижнетагильского завода. В 1859 году на трёх заводах работали 2 сварочные печи, 4 прокатных стана, работа которых обеспечивалась 22 водяными колесами общей мощностью в 485 л. с. За этот год было произведено 218,6 тыс. пудов железа, в том числе 38,5 тыс. пудов полосового. В 1860 году на трёх заводах числилось 1176 крепостных рабочих.
В 1841 году крепостной гидротехник Ушков К. К. спроектировал и в 1848 году построил канал река Чёрная — Черноисточинский пруд, который образовал каскад прудов, обеспечивавших работу трёх заводов. Уровень воды в Нижне-Тагильском и Черноисточинском прудах регулировался серией шлюзов, действующих в настоящее время. За создание канала Ушков с сыновьями в 1849 году получил вольную.
Отмена крепостного права в 1861 году привела к оттоку рабочих с заводов и сокращению объёмов производства. В 1861 году было произведено 130,3 тыс. пудов железа. В 1863 году на заводе работало на основных работах 213, на вспомогательных — 410 рабочих. На Черноисточинском заводе была освоена прокатка листовой меди, котельного железа. В 1875 году под руководством К. К. Фрелиха проводились безуспешные опыты по выплавке мартеновской стали. В 1876 году были построены 2 сталетомительные печи, освоено производство цементированной стали и уклада. В 1882 году на заводе работало 11 кричных горнов, 3 сварочных печей и 7 нагревательных, 14 молотов и 4 прокатных стана. В этот года было произведено кричной заготовки 41,8 тыс. пудов, 225,5 тыс. пудов железа, в том числе 160,4 тыс. пудов (71,1 %) котельного, 60,3 тыс. пудов (26,8 %) сортового и 4,8 тыс. пудов (2,1 %) листового. На заводе работало 236 человек на основных работах и 773 — на вспомогательных.
В 1882—83 годах были построены ещё 2 сталетомительные печи, в 1887 году был запущен универсальный стан для прокатки котельного толстого железа. В начале 1890-х годов была произведена реконструкция заводской плотины, установлена сварочная печь, паровой молот. В 1896—97 годы были установлены две калильных печи, ножницы для резки металла, муфельная и калильная печи для нагрева меди. В 1897—99 годы был запущен прокатный стан, работающий от паровой машины в 200 л. с., установлена новая водяная турбина Жирара. В 1900 году были запущены пила и приводные ножницы для резки металла. В 1901—1902 годы прокатный стан был переведён на электропривод от турбины закрытого Авроринского завода.
В начале XX века завод испытывал снижение спроса на котельное и сортовое железо, объёмы производства которых снизились с 313 тыс. пудов в 1900 году до 175,3 тыс. пудов в 1901 году. Общий объём производства железа снизился с 402,8 тыс. пудов в 1900 году до 317,2 тыс. пудов в 1902 и 267,7 тыс. пудов в 1907 году.
В 1911 году основные цехи Черноисточинского завода были остановлены. В дальнейшем запускался один прокатный стан, производивший котельное железо. В 1918 году завод в составе Нижнетагильского горного округа был национализирован, в дальнейшем производство не возобновлялось.